# جوناثان مان (طبيب)
جوناثان مان (بالإنجليزية: Jonathan Mann)‏ هو طبيب أمريكي، ولد في 30 يوليو 1947 في بوسطن في الولايات المتحدة، وتوفي في 2 سبتمبر 1998 في المحيط الأطلسي.